# Magallón (kommunhuvudort)
Magallón är en kommunhuvudort i Spanien.   Den ligger i provinsen Provincia de Zaragoza och regionen Aragonien, i den nordöstra delen av landet, 240 km nordost om huvudstaden Madrid. Magallón ligger 379 meter över havet och antalet invånare är 1 142.
Terrängen runt Magallón är platt åt sydost, men åt nordväst är den kuperad. Runt Magallón är det glesbefolkat, med 11 invånare per kvadratkilometer. Närmaste större samhälle är Borja, 6,0 km väster om Magallón. Trakten runt Magallón består till största delen av jordbruksmark.